# Fikonsteklar
Fikonsteklar (Agaonidae) är en familj små steklar som förekommer på träd i fikussläktet. På grund av det ofta mycket specialiserade levnadssättet förekommer utseendemässiga skillnader mellan hanar och honor. Hos flera arter är hanarna vinglösa och genomgår hela sin livscykel inuti fikonen. Deras uppgift är att befrukta honorna, innan dessa flyger iväg och lägger ägg i nya fikon.
Allmänt är varje stekelart i familjen anpassad till en speciell fikonart.
De vinglösa hanarna avviker även från honorna i fråga om utseendet på andra sätt än just det faktum att de saknar vingar, de saknar även punktögon och har vanligen bara små fasettögon och korta antenner, medan honorna har längre antenner och större fasettögon. Hanarnas thorax, som inte behöver omsluta och stödja någon flygmuskulatur, har en helt annan form än hos de bevingade honorna. Käkarna hos hanarna är starkt utvecklade, för att de skall kunna bita igenom de gallbildningar där honorna utvecklas och befrukta dem.
Hålet i växtens blomställning är så lite att den gamla honan skadar vingarna. Honan kan inte flyga iväg och dör efter äggläggningen. Fikonträdet kan var enkönade och tvåkönade. I exemplar som endast har honblommor kan stekeln inte lägga ägg.
En vanlig fikonstekel är Blastophaga psenes, som förekommer i Asien, södra Europa, Australien och Amerika. Den är knuten till det vanliga fikonet, Ficus carica.